# Apodúlo
Apodúlo (em grego: Αποδούλου; romaniz.: Apodoúlou) é uma vila cretense da unidade regional de Retimno, no município de Amári, na unidade municipal de Curítes. Situada a 430 metros acima do nível do mar, próxima a ela estão as vilas de Nítavris e Vatiacó e o sítio arqueológico homônimo. Segundo censo de 2011, têm 253 habitantes.